# Novatianer
Novatianer var en grupp i fornkyrkan. Det var ett schismatiskt parti inom romerska församlingen, på 200-talet, så kallade efter sin upphovsman, presbytern Novatianus, en både genom fromhet och lärdom framstående medlem av Roms kristna prästerskap.
Redan tidigt härskade i den kristna kyrkan olika meningar om huruvida man i kyrkan borde återuppta dem som avfallit från tron (lapsi). Under kejsar Decius förföljelse (249–251) hade många av fruktan för tortyr och död blivit avfällingar. När dessa vid Decius död och förföljelsens avstannande önskade bli återupptagna i församlingen, reste sig den mildare och den strängare meningen mot varandra.
Presbytern Cornelius, som tillhörde det mildare partiet, valdes vid denna tidpunkt till biskop i Rom. Det strängare partiet, med presbytern Novatianus i spetsen, ogillade detta val. Den sistnämnde exkommunicerades därför av Cornelius. En schism uppstod, och det mycket talrika strängare partiet valde Novatianus till sin biskop. Schismen utbredde sig hastigt inom både den väster- och österländska kyrkan i så stor utsträckning, att man kan säga, att hela kyrkan delades i två hälfter.
Det allmänna namnet på det novatianska partiet blev katarer med anledning av dess grundsats, att kyrkan är en "gemenskap av idel rena" (klassisk grekiska: καθαροί, katharoi). I avseende på kyrkoläran var novatianerna ortodoxa. Den på kyrkomötet i Nicaea (325) närvarande novatianske biskopen antog detta mötes beslut, och under de sedan uppkomna lärostriderna delade novatianerna de ortodoxas öden. Under kejsar Julianus (361–363) gynnades de såväl som andra schismatiker och heretiker.
Under 500-talet verkar partiet ha upphört. Men den uppfattning av kyrkan, som novatianerna representerat, dog inte med dem. Den framträdde åter, med en viss inskränkning, hos donatisterna och hos medeltidens olika slags "katarer".